# Техџирски закон
Техџирски закон (тур. Tehcir Kanunu; јерм. Օրենք տեղահանության մասին; од арапске речи tehcir, у турском језику усвојене у значењу прислино пресељење), у савременој Турској званично Закон о пресељењима и премештањима (тур. Sevk ve İskân Kanunu) био је цивилни закон усвојен од стране парламента Османског царства 27. маја 1915. године којим су озакоњене прислине депортације и премештања јерменског становништва са подручја Османског царства. Закон је усвојен на предлог Мехмед Талат-паше који је у образложењу истог навео да су „Јермени главна претња по националну сигурност земље”. Поред Јермена, закон је индиректно био усмерен и против других мањинских хришћанских народа, а посебно против Грка и Асираца.
Примена закона о присилним депортацијама и пресељењима резултирала је смрћу између 800.000 и 1.500.000 становника Османског царства јерменске националности, у догађају познатом као Геноцид над Јерменима. Закон је званично ступио на снагу 1. јуна 1915, а престао је да важи 8. фебруара 1916. године.
Закон је представљао тек једну од такозваних „специјалних одлука” усмерених против јерменске популације на подручју Османског царства током Првог светског рата. Хапшења јерменског становништва на подручју Царства започела су и пре усвајања самог закона, а ескалирала масовним хапшењима јерменских интелектуалаца која су започела у ноћи 24. априла 1915, у догађају познатом као „Црвена недеља”.